# Iolu Abil
Iolu Johnson Abil (født 1942 på øen Tanna) var Vanuatus præsident fra 2009 til 2014.